# Mieczysław Motylewski
Mieczysław Motylewski (ur. 1 stycznia 1898 we Lwowie, zm. 14 maja 1919 pod Kulikowem) – podporucznik obserwator Wojska Polskiego, uczestnik wojny polsko-ukraińskiej, kawaler Orderu Virtuti Militari.

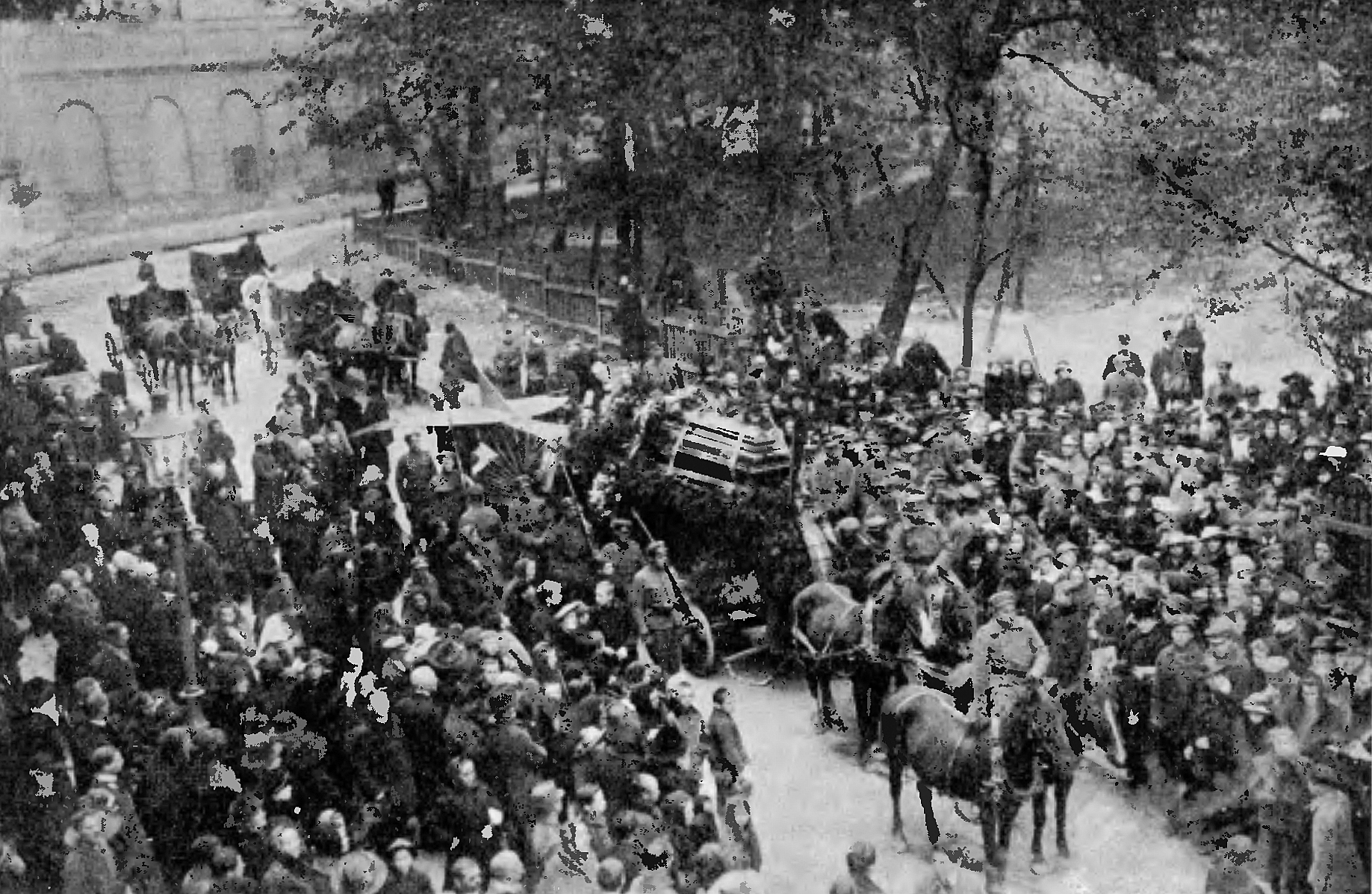
Pogrzeb Mieczysława Motylewskiego. Trumna ze zwłokami wieziona na kadłubie aeroplanu

## Życiorys
Urodził się we Lwowie, w rodzinie Stanisława i Marii ze Schramów. W 1916, po ukończeniu gimnazjum, wcielony został do cesarskiej i królewskiej Armii, i skierowany do szkoły oficerskiej w Preszburgu (obecnie Bratysława). Po ukończeniu szkoły jako kadet-aspirant artylerii odbył służbę na froncie wołyńsko-galicyjskim. Na stopień podporucznika został mianowany ze starszeństwem z 1 lutego 1918 w korpusie oficerów rezerwy artylerii polowej i górskiej. Jego oddziałem macierzystym był Pułk Artylerii Polowej Nr 11. W tym samym roku został skierowany na front włoski, a pod koniec wojny na francuski. W czasie walk był dwukrotnie ranny. 
Po rozpadzie Monarchii Austro-Węgier powrócił do kraju by wziąć udział w wojnie polsko-ukraińskiej, obronie Lwowa. Odznaczył się jako komendant dworca w Zimnej Wodzie, a później oficer alarmowy lwowskiej cytadeli.
14 lutego 1919 wstąpił do lotnictwa polskiego i przydzielony został do 7 eskadry wywiadowczej. Swoje duże doświadczenie artyleryjskie z czasów wielkiej wojny wykorzystał z powodzeniem w roli obserwatora. Wziął udział we wszystkich walkach swojej eskadry do połowy maja 1919.
14 maja 1919 wraz z ppor. Zygmuntem Kostrzewskim (pilotem), ostrzeliwał pozycje ukraińskie pod Kulikowem. W trakcie wykonywania tego zadania ich samolot (Oeffag C.II nr 52.20) został zestrzelony; obaj lotnicy zginęli.
Pochowany został na Cmentarzu Obrońców Lwowa. 

## Ordery i odznaczenia
- Krzyż Srebrny Orderu Wojskowego Virtuti Militari nr 8123 – pośmiertnie 27 lipca 1922[7]
- Polowa Odznaka Obserwatora nr 60 – pośmiertnie 11 listopada 1928 roku „za loty bojowe nad nieprzyjacielem w czasie wojny 1918-1920”[8]
- Krzyż Wojskowy Karola[3]